# Janina Legutko
Janina Legutko, primo voto Janecka, secundo voto Jantos (ur. 28 kwietnia 1929 w Krakowie, zm. 29 grudnia 2022) – polska lekkoatletka, sprinterka. Medalistka mistrzostw Polski.

## Życiorys
Była zawodniczką Wisły Kraków.
Na mistrzostwach Polski seniorów na otwartym stadionie zdobyła sześć medali: podczas pierwszych po II wojnie światowej mistrzostw w 1945 zdobyła srebrne medale w biegu na 100 metrów i w skoku w dal oraz brązowy medal w biegu na 200 metrów, w 1946 wywalczyła wicemistrzostwo Polski w sztafecie 4 x 100 metrów, w 1948 zdobyła dwa brązowe medale MP - w sztafecie 4 x 100 metrów i w sztafecie 4 x 200 metrów. 
Rekordy życiowe:
- 100 m: 13,0 (19.09.1949)
- 200 m: 28,2 (5.10.1947)
- skok w dal: 5,20 (30.06.1948)